# Akira Kaji
Akira Kaji (født 13. januar 1980) er en japansk fodboldspiller.

## Japans fodboldlandshold
| Japans landshold | Japans landshold | Japans landshold |
| År               | Kmp              | Mål              |
| ---------------- | ---------------- | ---------------- |
| 2003             | 1                | 0                |
| 2004             | 20               | 0                |
| 2005             | 14               | 1                |
| 2006             | 14               | 0                |
| 2007             | 11               | 1                |
| 2008             | 4                | 0                |
| Total            | 64               | 2                |